# Vadim Korobov
Vadim Korobov (6 de  abril de 1997) es un deportista lituano que compite en piragüismo en la modalidad de aguas tranquilas.
Ganó dos medallas en el Campeonato Europeo de Piragüismo, en los años 2021 y 2022, ambas en la prueba de C2 200 m.

## Palmarés internacional
| Campeonato Europeo | Campeonato Europeo | Campeonato Europeo | Campeonato Europeo |
| Año                | Lugar              | Medalla            | Competición        |
| ------------------ | ------------------ | ------------------ | ------------------ |
| 2021               | Poznań (Polonia)   | Medalla de bronce  | C2 200 m           |
| 2022               | Múnich (Alemania)  | Medalla de plata   | C2 200 m           |